# Torynorrhina pilifera
Torynorrhina pilifera är en skalbaggsart som beskrevs av Moser 1914. Torynorrhina pilifera ingår i släktet Torynorrhina och familjen Cetoniidae. Inga underarter finns listade i Catalogue of Life.